# تريفور فورد
تريفور فورد (بالإنجليزية: Trevor Ford)‏ (1 أكتوبر 1923 بسوانزي في المملكة المتحدة - 29 مايو 2003 بسوانزي في المملكة المتحدة) هو لاعب كريكت ولاعب كرة قدم بريطاني (وحمل سابقاً جنسية المملكة المتحدة لبريطانيا العظمى وأيرلندا) في مركز الهجوم. شارك مع منتخب ويلز لكرة القدم. أما مع النوادي، فقد لعب مع أستون فيلا وسوانزي سيتي وكارديف سيتي ونادي آيندهوفن ونادي سندرلاند ونيوبورت كونتي.

## وصلات خارجية
- تريفور فورد على موقع قاعدة بيانات كرة القدم.إي يو (الإنجليزية)
- تريفور فورد على موقع ناشيونال فوتبول تيمز (الإنجليزية)